# Desmocerus
Desmocerus is een kevergeslacht uit de familie van de boktorren (Cerambycidae). De wetenschappelijke naam van het geslacht werd voor het eerst geldig gepubliceerd in 1835 door Audinet-Serville.

## Soorten
Desmocerus omvat de volgende soorten:
- Desmocerus aureipennis Chevrolat, 1855
- Desmocerus californicus Horn, 1881
- Desmocerus palliatus (Forster, 1771)